# کنترلر نمایش‌گر ویدئویی

Block diagram of a NEC µPD7220 graphics display controller

کنترلر نمایش‌گر ویدئویی (انگلیسی: Video display controller) یا رابط صفحه نمایش، یک مدار مجتمع است، که از اجزای اصلی تولید سیگنال‌های ویدیویی بشمار می‌آید و وظیفه تولید سیگنال‌های تلویزیونی را در سیستم‌های رایانه‌ای یا کنسول‌های بازی، برعهده دارد. بعضی از کنترلرهای نمایش‌گر ویدئویی، سیگنال‌های صوتی نیز تولید می‌کنند، اما این کار اصلی آنها نمی‌باشد. کنترلرهای نمایش‌گر نخستین بار در دهه‌های ۱۹۸۰ میلادی در کامپیوترهای خانگی و در برخی از سیستم‌های ویدئویی اولیه، مورد استفاده قرار گرفتند.